# Lilo & Stitch
Lilo & Stitch è un film d'animazione del 2002 scritto e diretto da Chris Sanders e Dean DeBlois, Sanders ha anche ideato il soggetto e co-disegnato i character design. 
Prodotto dalla Walt Disney Feature Animation e distribuito in Italia dalla Walt Disney Pictures il 21 giugno 2002. È il 42º Classico Disney e il secondo dei tre film d'animazione Disney prodotti principalmente nello studio d'animazione in Florida situato ai Disney-MGM Studios a Orlando, Florida. 
La storia del film ruota su Lilo Pelekai, una bambina hawaiana orfana cresciuta dalla sorella maggiore Nani, e l'Esperimento 626, una creatura extraterrestre geneticamente modificata, che Lilo adotta come suo "cane" e rinomina Stitch. Stitch, che è stato progettato per distruggere, inizialmente usa Lilo per evitare di essere catturato di nuovo da una federazione intergalattica. Tuttavia, attraverso il concetto hawaiano di ohana (famiglia allargata) e la compagnia di Lilo, Stitch cambierà in meglio per mantenere unita la sua famiglia.
Il film fu accolto positivamente dalla critica cinematografica, che ne elogiò la storia, l'umorismo e i personaggi. Fu un successo al botteghino, incassando oltre 273 milioni di dollari nel mondo contro un budget di produzione di 80 milioni di dollari. È stato anche nominato al Premio Oscar come miglior film d'animazione del 2003, che alla fine andò al film di Hayao Miyazaki La città incantata, anch'esso distribuito dalla Disney negli Stati Uniti d'America.
Il film del 2002 diede inizio a un franchise: un sequel direct-to-video, Provaci ancora Stitch!, venne distribuito il 26 agosto 2003. Questo venne seguito da una serie televisiva, Lilo & Stitch, trasmessa dal 20 settembre 2003 al 29 luglio 2006. Un secondo sequel direct-to-video, Lilo & Stitch 2 - Che disastro Stitch!, venne distribuito il 30 agosto 2005. Il terzo e ultimo sequel direct-to-video, Leroy & Stitch, uscì il 27 giugno 2006 come conclusione alla serie TV. A differenza di Lilo & Stitch, i suoi sequel e serie TV sono stati prodotti dalla Walt Disney Television Animation. Nel 2008, la Madhouse ha prodotto un anime intitolato Stitch! come successore della serie televisiva. Nel 2017 è stata realizzata una terza serie animata, di produzione cinese, intitolata Stitch & Ai. Nel 2025 è stato prodotto un omonimo remake in live-action.

## Trama
Il dottor Jumba Jookiba è messo sotto processo dalla Federazione Galattica per "sperimentazione genetica illegale", un reato la cui prova è l'esperimento 626, una creatura aggressiva, semi indistruttibile e con grandi capacità di apprendimento. Così, Jumba viene rinchiuso in prigione mentre l'esperimento 626 deve essere esiliato su un asteroide deserto. Durante il trasporto sulla nave del capitano Gantu, 626 riesce a evadere e, nella rocambolesca fuga con una navicella, si avvicina al pianeta Terra, all'isola hawaiana di Kauai. Il Presidente del Consiglio ordina quindi a Jumba di lavorare con l'agente Pleakley per recuperare 626 il prima possibile.
Nel frattempo, sull'isola di Kauai, una ragazza di nome Nani Pelekai è costretta a badare alla turbolenta sorella minore Lilo, a seguito della morte dei genitori in un incidente d'auto. Le due ricevono la visita di Cobra Bubbles, un assistente sociale, il quale teme che Nani non possa occuparsi adeguatamente di sua sorella e minaccia di portarle via Lilo se le cose non dovessero migliorare entro tre giorni. Quella sera, nella sua stanza, la bambina prega di avere un amico (non avendone di veri, perché le altre bambine la evitano per il suo carattere violento e imprevedibile), così Nani le permette di adottare un cane. L'esperimento 626 intanto atterra vicino alla casa di Nani e Lilo, ma poco dopo viene investito da alcuni camion di passaggio, svenendo; i camionisti credono che sia un cane, così l'extraterrestre viene portato al canile della città.
Il giorno dopo, al canile, Lilo è subito interessata ad adottare l'esperimento 626, nonostante Nani e la responsabile del canile dubitino che si tratti davvero di un cane. Lilo gli dà il nome di "Stitch" e lo mostra agli abitanti dell'isola; quest'ultimo scopre rapidamente che la fuga è impossibile perché l'isola è circondata dall'acqua e il suo corpo è troppo pesante per il nuoto, inoltre non ci sono grandi città, cosa che Jumba aveva precedentemente detto che avrebbe cercato per provocare il caos, e soffre di un esaurimento nervoso. Lilo utilizza il tempo per cercare di frenare l'aggressività di Stitch incoraggiandolo a comportarsi come Elvis Presley, che lei considera un cittadino modello, e leggendogli Il brutto anatroccolo.
Nani viene licenziata per colpa di Lilo e Stitch, così tenta di trovare un nuovo lavoro, ma i due le rovinano involontariamente le possibilità di ottenere un impiego. David, un amico della giovane, la vede in spiaggia, dove stava cercando di ottenere un lavoro come bagnina, e suggerisce di andare a fare surf per migliorare il suo stato d'animo. Mentre Nani, Lilo e Stitch cavalcano un'onda enorme, Jumba tenta nuovamente di catturare quest'ultimo sott'acqua; di conseguenza, sembra che l'alieno tenti di annegare Lilo. Anche se tutti arrivano sani e salvi a riva, Cobra ha visto tutto e avvisa Nani che verrà la mattina seguente per portarle via Lilo, e se ne va dispiaciuto. Dopo aver visto quanti problemi ha causato, Stitch se ne va portandosi via il libro de Il brutto anatroccolo nella speranza di trovare la sua "famiglia".
La mattina dopo, mentre Nani attende l'arrivo di Cobra, David le annuncia di un'offerta di lavoro a cui lei deve rispondere subito. Stitch, nascondendosi nei boschi vicini, incontra Jumba, il quale gli rivela non potrà mai avere una famiglia perché è stato costruito per distruggere. Stitch corre a casa di Lilo, seguito da Pleakley e da Jumba che gli spara con la sua pistola. La situazione degenera e, mentre Lilo telefona a Cobra per cercare aiuto, la casa viene distrutta. Nani e Cobra arrivano poco dopo e, mentre discutono del benessere di Lilo, questa va a nascondersi nel bosco e trova Stitch, che le rivela la sua vera natura aliena. Mentre lei lo rimprovera per aver rovinato tutto, entrambi vengono rapiti dal capitano Gantu, che era stato mandato a catturare Stitch in seguito al fallimento di Jumba e Pleakley. Gantu mette i due in un contenitore sulla sua astronave, che poco dopo decolla, ma Stitch riesce a fuggire, a liberare Lilo e a sconfiggere Gantu.
Dopo esser atterrati, scoprono che il Presidente del Consiglio è arrivato nelle vicinanze al fine di catturare Stitch personalmente. Quando vede che quest'ultimo ha sviluppato un senso di rispetto e compassione, si rende conto che è diventato una creatura civilizzata. Lilo mostra al consigliere il certificato di adozione di Stitch, dimostrando in questo modo che prenderlo significherebbe rubarlo. Il consigliere afferma che Stitch, ora una parte della famiglia di Nani e Lilo, vivrà il suo esilio sulla Terra. Inoltre vieta a Pleakley e Jumba di salire sulla sua astronave, e ordina a Cobra, un ex agente della CIA che in precedenza aveva incontrato il Presidente a Roswell, di tenere d'occhio la nuova famiglia. Stitch, Jumba e Pleakley entrano a far parte della famiglia di Lilo, e la casa viene ricostruita con l'aiuto dei tre, di David e di Cobra.

## Produzione

### Sviluppo
La produzione di Lilo & Stitch iniziò quando l'allora AD della Disney Michael Eisner decise che, sulla scia di una serie di film d'animazione Disney di alto profilo e grandi budget durante la metà degli anni '90, lo studio avrebbe potuto provare con un film più piccolo e meno costoso. L'idea venne ispirata dalla produzione di Dumbo, un film di profilo economico del 1941 che Walt Disney realizzò sulla scia dei più costosi Pinocchio e Fantasia. Chris Sanders, un capo artista degli storyboard alla Disney Feature Animation, venne avvicinato per lanciare un'idea. Sanders aveva creato il personaggio di Stitch nel 1985 per il lancio fallito di un libro per bambini, e sviluppò un trattamento per un film d'animazione che avesse come protagonista il personaggio. La trama necessitava di un'ambientazione remota e non urbana, così il film fu originariamente destinato a svolgersi in Kansas. La decisione di Sanders di modificare l'ambientazione del film con l'isola hawaiana di Kauai fu una scelta importante nel definire la trama in modo più chiaro. Nessun altro film d'animazione prima di allora aveva mai avuto luogo su una delle isole Hawaii. Nelle parole di Sanders: "L'animazione viene spesso ambientata nell'antica Europa medievale - così tante fiabe trovano le loro radici lì, che ambientarlo nelle Hawaii era una sorta di grande salto. Ma questa scelta andò a colorare l'intero film e a riscrivere la storia per "noi", la raffigurazione dei personaggi femminili sembra richiamare chiaramente le raffigurazioni delle donne polinesiane delle opere di Paul Gauguin.

### Sceneggiatura
Dean DeBlois, che aveva co-sceneggiato Mulan (1998) con Sanders, venne portato a co-sceneggiare e co-dirigere Lilo & Stitch, mentre il dirigente Disney Clark Spencer venne assegnato a produrre. A differenza di molte produzioni Disney Feature Animation precedenti e concorrenti, il team di pre-produzione di Lilo & Stitch rimase relativamente piccolo e isolato dai quadri dirigenti fino a quando il film non entrò in piena produzione. Il design dei personaggi e della scenografia si basarono sullo stile artistico personale di Chris Sanders.
Mentre il team d'animazione visitava Kauai per fare ricerche sulla località, la loro guida turistica spiegò il significato dell'ohana applicato alle famiglie estese. Questo concetto di ohana diventò una parte importante del film. DeBlois ricorda: "Dovunque andassimo, la nostra guida sembrava conoscere qualcuno. Fu proprio quello che ci spiegò il concetto hawaiano di ohana, un senso di famiglia che si estende ben oltre i tuoi parenti più prossimi. Quell'idea influenzò tanto la storia da diventare il tema fondante, la cosa che provoca l'evoluzione di Stitch nonostante quello che è stato creato per fare, che è distruggere".
L'isola di Kauai era precedentemente apparsa in film come I predatori dell'arca perduta e quelli della trilogia di Jurassic Park. Gli animatori Disney affrontarono l'arduo compito di unire la trama del film, che mostrava la vita povera e disfunzionale che molti hawaiani vivevano durante l'allora recente crisi economica, alla serena bellezza dell'isola. Gli attori che doppiano i giovani adulti del film Nani e David, Tia Carrere, nativa di Honolulu, e Jason Scott Lee, che è cresciuto alle Hawaii, assisterono riscrivendo il dialogo dei personaggi hawaiani nel corretto dialetto colloquiale e aggiungendo gergo hawaiano.

### Design e animazione
In una deviazione dal valore di diversi decenni di film Disney, Sanders e DeBlois scelsero di utilizzare sfondi dipinti ad acquerello per Lilo & Stitch, in contrasto con la tradizionale tecnica a guazzo. Mentre gli acquerelli erano stati utilizzati per i primi cortometraggi d'animazione Disney, così come nei primi Classici Disney Biancaneve e i sette nani (1937) e Dumbo, la tecnica era stata in gran parte abbandonata verso la metà degli anni '40 a favore di mezzi meno complicati come il guazzo. Sanders preferì che per Lilo & Stitch fossero utilizzati gli acquerelli per evocare sia l'aspetto luminoso di un libro di fiabe che la direzione artistica di Dumbo, il che richiese che gli artisti degli sfondi fossero addestrati a lavorare con il mezzo. I disegni dei personaggi vennero basati sullo stile di disegno personale di Sanders, evitando il tradizionale stile di casa Disney. Gli elementi extraterrestri del film, come le astronavi, vennero progettati per assomigliare alla vita marina, come granchi e balene.

### Scene eliminate
Diversi elementi principali del film cambiarono durante la produzione. In origine, Stitch era il leader di una banda intergalattica, e Jumba era uno dei suoi ex compari incaricato di catturarlo dal Consiglio Intergalattico. La risposta del pubblico di prova alle prime versioni del film portò alla modifica del rapporto tra Stitch e Jumba a quello, rispettivamente, di creazione e creatore.
Il cambiamento più grande avvenne al terzo atto del film, che vedeva Stitch pilotare un jet Boeing 747 attraverso il centro di Honolulu per salvare Lilo. Dopo gli attentati dell'11 settembre 2001 contro il World Trade Center, questa sequenza venne rivista in modo che Stitch pilotasse invece un'astronave attraverso le montagne di Kauai. Questa revisione venne fatta principalmente sostituendo il modello CGI del 747 con quello dell'astronave di Jumba, con solo un paio di inquadrature nella sequenza completamente ri-animate.
Un'altra scena che venne eliminata fu uno dei tentativi di Lilo di trasformare Stitch in un cittadino modello avvertendo i turisti sulla spiaggia delle sirene di allarme tsunami.
La versione originale di Jumba che attacca Stitch in casa di Lilo risultò essere troppo violenta da parte del pubblico di prova, e venne rivista per renderla più comica. La scena originale faceva vedere Stitch che rompeva una condottura del gas per farla esplodere insieme a Jumba.
C'era anche una scena in cui Lilo presentava Stitch al pesce Pudge, che alla fine porta alla morte del pesce. Lilo poi porta il corpo di Pudge allo stesso cimitero dove sono sepolti i suoi genitori, e quindi Stitch impara le conseguenze delle sue azioni e acquista una migliore comprensione della mortalità.

## Colonna sonora

### Album
La colonna sonora contiene due canzoni originali dal film scritte da Mark Kealiʻi Hoʻomalu e Alan Silvestri (il compositore del film), ed eseguite da Kealiʻi Hoʻomalu con il coro di voci bianche Kamehameha Schools. Contiene anche cinque canzoni del cantante statunitense Elvis Presley, e due sue canzoni registrate nuovamente dalla cantante statunitense Wynonna ("Burning Love") e dal gruppo svedese A*Teens ("Can't Help Falling in Love"). Venne pubblicato dalla Walt Disney Records l'11 giugno 2002 su CD Audio e musicassetta.

#### Tracce
1. Hawaiian Roller Coaster Ride – 3:28 (Mark Kealiʻi Hoʻomalu, Kamehameha Schools)
2. Stuck on You – 2:25 (Elvis Presley)
3. Burning Love – 3:10 (Wynonna)
4. Suspicious Minds – 3:23 (Elvis Presley)
5. Heartbreak Hotel – 2:13 (Elvis Presley)
6. (You're the) Devil in Disguise – 2:30 (Elvis Presley)
7. He Mele No Lilo – 2:28 (Mark Kealiʻi Hoʻomalu, Kamehameha Schools)
8. Hound Dog – 2:27 (Elvis Presley)
9. Can't Help Falling in Love – 3:07 (A*Teens)
10. Stitch to the Rescue (score) – 5:57 (Alan Silvestri)
11. You Can Never Belong – 3:56 (Alan Silvestri)
12. I'm Lost (score) – 4:43 (Alan Silvestri)

Durata totale: 39:47

## Promozione
I teaser trailer di questo film parodiano altri Classici Disney (due dei quali animati da Sanders) degli anni precedenti: La sirenetta, La bella e la bestia, Aladdin e Il re leone. I doppiatori originali vennero richiamati a riprendere i loro ruoli turbati ad agire negativamente verso Stitch. I trailer includono anche la canzone degli AC/DC "Back in Black".
Nel Regno Unito, i trailer e spot televisivi di Lilo & Stitch includevano una cover della canzone di Elvis "Suspicious Minds" eseguita da Gareth Gates, divenuto famoso nel programma televisivo britannico Pop Idol.
Come campagna promozionale, i fumetti di Lilo & Stitch vennero pubblicati in Disney Adventures prima dell'uscita del film. I fumetti mostravano gli eventi che hanno portato al film per entrambi i personaggi del titolo, tra cui la creazione e la fuga di Stitch. Questi eventi vennero successivamente contraddetti dal sequel Lilo & Stitch 2 - Che disastro Stitch!, rendendo i fumetti non canonici, ma sono degni di nota per la serie poiché introdussero l'Esperimento 625, Reuben, che divenne un personaggio principale nei film successivi e nella serie TV. La serie a fumetti venne pubblicata in un volume collettivo dal titolo Comic Zone Volume 1: Lilo & Stitch.

## Distribuzione

### Data di uscita
Le date di uscita internazionali sono state:
- 21 giugno 2002 negli Stati Uniti d'America, Canada, Colombia (Lilo y Stitch) e Italia
- 22 giugno in Francia (Lilo et Stitch)
- 26 giugno in Belgio e Venezuela
- 27 giugno in Svizzera e Paesi Bassi
- 28 giugno in Brasile, Messico e Portogallo
- 4 luglio in Austria, Germania, Israele (Lilo V'Stich) e Perù (Lilo y Stitch)
- 5 luglio in Spagna e Polonia (Lilo i Stitch)
- 6 luglio in Argentina (Lilo y Stitch)
- 11 luglio a Hong Kong
- 19 luglio in Corea del Sud e Taiwan
- 6 agosto nelle Filippine
- 7 agosto in Egitto
- 29 agosto in Repubblica Ceca
- 30 agosto in Islanda
- 6 settembre in Danimarca, Finlandia, Norvegia, Svezia, Turchia (Lilo ve stiç) e Sudafrica
- 19 settembre in Australia
- 20 settembre in Bulgaria (Лило и Стич)
- 4 ottobre nel Regno Unito
- 11 ottobre in Irlanda
- 18 ottobre in Estonia
- 25 ottobre in Grecia
- 7 novembre in Ungheria (Lilo & Stitch - A csillagkutya)
- 4 dicembre in Kuwait
- 26 dicembre in Russia (Лило и Стич)
- 14 febbraio 2003 in Emirati Arabi Uniti
- 8 marzo in Giappone

### Edizione italiana
Il doppiaggio italiano del film venne eseguito dalla Dea 5 e diretto da Leslie La Penna su dialoghi di Carla Vangelista. La sonorizzazione, invece, venne affidata alla Dubbing Brothers International Italia. La parte musicale è a cura di Ermavilo. Nel doppiaggio italiano, il personaggio di Stitch venne doppiato dall'attore e musicista olandese Bob van der Houven, il quale prestò la voce al personaggio anche in tre altre lingue: fiammingo, olandese e tedesco.

### Edizioni home video

#### VHS
La prima e unica edizione VHS del film uscì in Italia nel dicembre 2002.

#### DVD
La prima edizione DVD del film uscì in Italia nel dicembre 2002. La seconda edizione DVD è uscita il 23 settembre 2004. Si tratta di un'edizione speciale a due dischi. Il 4 novembre 2015 torna ad essere disponibile all'interno della raccolta I Classici Disney, in edizione a disco singolo.

#### Blu-ray Disc
La prima edizione BD del film è uscita in Italia il 9 aprile 2014.

## Accoglienza

### Incassi
Il film aprì al secondo posto incassando 35.260.212 dollari nel suo primo weekend, meno di 500.000 dollari sotto il film Minority Report. Nella sua seconda settimana scese al terzo posto, ancora dietro al film di Steven Spielberg. Il film incassò 145.794.338 dollari negli Stati Uniti e in Canada, e 127.349.813 dollari a livello internazionale, per un totale di 273.144.151 dollari in tutto il mondo su un budget di 80 milioni.

### Critica
Lilo & Stitch ricevette recensioni molto positive da parte della critica e del pubblico. Il successo del film al botteghino e sui formati home video portò ad un franchising, con tre sequel direct-to-video e una serie televisiva che durò due stagioni. Il film ha ricevuto l'87% di recensioni positive sul sito Rotten Tomatoes, su un totale di 151 recensioni. Il film ha inoltre ottenuto un punteggio di 74 su Metacritic.
Peter M. Nichols afferma che attraverso il personaggio di Nani e i suoi sforzi, il film si rivolge ai ragazzi più grandi meglio di quanto tentassero di fare Le follie dell'imperatore, Atlantis - L'impero perduto e Il pianeta del tesoro.
Anche in Italia, il film ha ricevuto un riscontro critico positivo. Su Cinematografo Lorenzio Ciofani scrive che "sono un approccio tenero e l’onestà intellettuale a valorizzare questo sorridente e malinconico apologo sul valore della diversità e contro l’individualismo", mentre Ester Guidobaldi su Sentieri Selvaggi commenta che il film "risolleva le sorti della Disney, spiccando per divertimento e un ritmo davvero incalzante. Ci sono tutte le carte in regola per una nuova saga".

## Riconoscimenti
- 2003 - Premio Oscar
  - Nomination Miglior film d'animazione a Chris Sanders e Dean DeBlois
- 2002 - Satellite Award
  - Nomination Miglior film d'animazione o a tecnica mista
- 2003 - Saturn Award
  - Nomination Miglior film d'animazione
- 2002 - Las Vegas Film Critics Society Awards
  - Miglior film d'animazione
- 2002 - Phoenix Film Critics Society Awards
  - Nomination Miglior film d'animazione
  - Nomination Miglior attrice giovane protagonista o non a Daveigh Chase
  - Nomination Miglior uso di musica pubblicata o registrata
- 2003 - Annie Awards
  - Miglior recitazione a Daveigh Chase
  - Nomination Miglior film d'animazione
  - Nomination Miglior regia a Dean DeBlois e Chris Sanders
  - Nomination Miglior sceneggiatura a Dean DeBlois e Chris Sanders
  - Nomination Miglior animazione dei personaggi a Alex Kuperschmidt
  - Nomination Miglior character design a Chris Sanders
  - Nomination Migliori effetti animati a Bob Bennett e Garrett Wren
  - Nomination Miglior colonna sonora a Alan Silvestri
  - Nomination Miglior scenografia a Ric Sluiter
- 2003 - ASCAP Award
  - Top Box Office Films a Alan Silvestri
- 2003 - Critics' Choice Movie Award
  - Nomination Miglior film d'animazione
- 2003 - Artios Award
  - Miglior casting per un film d'animazione a Ruth Lambert

- 2003 - Golden Trailer Awards
  - Nomination Miglior film d'animazione/per la famiglia
  - Nomination Film più originale
- 2003 - Los Angeles Film Critics Association Award
  - Encomio speciale (per il character design e l'animazione)
- 2003 - Golden Reel Award
  - Miglior montaggio sonoro (Colonna sonora)
  - Nomination  Miglior montaggio sonoro in un film d'animazione
- 2002 - Sarajevo Film Festival
  - Premio del pubblico a Dean DeBlois e Chris Sanders
- 2003 - Young Artist Awards
  - Miglior attrice giovane 10 anni o meno a Daveigh Chase
  - Nomination Miglior film d'animazione per la famiglia
- 2002 - Awards Circuit Community Awards
  - Nomination Miglior film d'animazione
- 2003 - Gold Derby Awards
  - Nomination Miglior film d'animazione
- 2002 - Golden Schmoes Awards
  - Nomination Miglior film d'animazione
- 2003 - Online Film & Television Association
  - Nomination Miglior film d'animazione a Clark Spencer
  - Nomination Miglior film ufficiale website
  - Nomination Miglior performance fuoricampo a Chris Sanders
  - Nomination Miglior performance fuoricampo a David Ogden Stiers
- 2003 - Online Film Critics Society Awards
  - Nomination Miglior film d'animazione
- 2004 - Tokyo Anime Award
  - International Theater Award a Chris Sanders e Dean DeBlois
- 2002 - Washington DC Area Film Critics Association Awards
  - Miglior film d'animazione

## Altri media

### Manga
La seconda parte del manga kodomo Monsters & Co. + Lilo & Stitch (モンスターズ・インク + リロ・アンド・スティッチ?, Monsters, Inc. + Lilo & Stitch), disegnato da Sanami Suzuki e pubblicato in Giappone nel 2002, costituisce un adattamento del film. La serie consta di un volume tankōbon ed è giunta in Italia a partire dal 10 agosto 2008 nella collana Disney Manga.

### Videogiochi
All'uscita del film nel 2002 sono stati messi sul mercato tre videogiochi ufficiali: Disney Lilo & Stitch: Grossi Guai alle Hawaii  per PlayStation e Microsoft Windows, Disney's Lilo & Stitch per Game Boy Advance, e Disney's Stitch: Experiment 626 per PlayStation 2. Stitch è inoltre un personaggio evocabile in Kingdom Hearts II e in Kingdom Hearts III e appare insieme al suo pianeta natale in Kingdom Hearts Birth by Sleep per PlayStation Portable. Lilo e Stitch appaiono entrambi in Disney Magical World e Disney Magical World 2 per Nintendo 3DS. Stitch è inoltre un personaggio giocabile in Disney Infinity 2.0: Marvel Super Heroes e in Disney Infinity 3.0. Compare infine nel gioco Kinect: Disneyland Adventures per Xbox 360.

## Sequel e serie animate
Il 26 agosto 2003 la Disney pubblicò un sequel direct-to-video, Provaci ancora Stitch!, che serviva come pilota di una serie televisiva anch'essa intitolata Lilo & Stitch. Di questa serie vennero trasmessi 65 episodi tra il 20 settembre 2003 e il 29 luglio 2006. La serie inizia da dove il film finisce, e traccia gli sforzi di Lilo per catturare tutti gli altri esperimenti di Jumba. Questa serie si concluse con il film TV Leroy & Stitch, che venne trasmesso il 23 giugno 2006.
Il 30 agosto 2005 venne pubblicato Lilo & Stitch 2 - Che disastro Stitch!, il sequel direct-to-video "ufficiale" del film. In questo film (ambientato prima di Provaci ancora Stitch!), Stitch ha un problema tecnico perché le sue molecole non sono mai state completamente cariche (questo va contro un inizio alternativo, "Il processo di Stitch", inserito nel DVD del primo film). Lilo vuole vincere il concorso di hula May Day, come sua madre fece nel 1970, ma Stitch continua ad avere glitch che lo mandano fuori controllo. Lilo diventa sempre più arrabbiata con Stitch poiché il suo inconveniente provoca più problemi per lei e rovina le sue possibilità di vincere la gara. Pensa che Stitch non stia cooperando correttamente, finché non scopre che sta morendo.
Nel marzo 2008 la Disney annunciò un anime basato su Lilo & Stitch, intitolata Stitch!, destinato al mercato giapponese. La serie televisiva, ambientata anni dopo gli eventi di Leroy & Stitch, vede una ragazza giapponese di nome Yuna (precedentemente denominata Hanako) al posto di Lilo, ed è ambientata su un'isola immaginaria nella prefettura di Okinawa invece che nelle Hawaii. La serie è prodotta dallo studio di animazione giapponese Madhouse, ed è stata trasmessa in Giappone dall'Ottobre 2008; in Italia è stata trasmessa dal 2010 su Toon Disney e Rai 2.
Nel marzo 2017, debutta in Cina una terza serie animata per la televisione, chiamata Stitch & Ai.
Nel maggio 2025 la Disney porta nei cinema Lilo & Stitch, remake live action del film del 2002, diretto da Dean Fleischer Camp.

## Remake live-action
Il 3 ottobre 2018, L'Hollywood Reporter ha riferito che Disney sta sviluppando un remake live-action / CGI di Lilo & Stitch con Dan Lin e Jonathan Eirich e che co-produce Ryan Halprin. Mike Van Waes sta scrivendo la sceneggiatura, che vedrà la regia di Dean Fleicher Camp.
Il 10 agosto 2024 durante il D23 è stato annunciato che il film uscirà nelle sale cinematografiche statunitensi il 23 maggio 2025 con un breve teaser poster.